# بيتار ستويانوفيتش (ملحن)
بيتار ستويانوفيتش (بالمجرية: Stojanovics Péter)‏ هو معلم موسيقى وملحن مجري، ولد في 7 سبتمبر 1877 في بودابست في المجر، وتوفي في 11 سبتمبر 1957 في بلغراد في صربيا.

## وصلات خارجية
- بيتار ستويانوفيتش على موقع ميوزك برينز (الإنجليزية)